# لیسه مهری هروی
لیسهٔ مهری هروی که به اختصار به آن لیسهٔ مهری گفته می‌شود یکی از قدیمی‌ترین لیسه‌های شهر هرات است.
این لیسه به افتخار مهری هروی شاعر پارسی‌گوی هرات در عهد شهبانو گوهرشاد به این نام مسمی گشته‌است.
لیسهٔ مهری، مدرسه‌ای دولتی و دخترانه است و هم‌اکنون در این لیسه چندصد دانش‌آموز دختر درس می‌خوانند.
این مدرسه در ضلع غربی جادهٔ شمالی چوک شهر نو و در مجاورت لیسهٔ جبلی و لیسهٔ علامه صلاح‌الدین سلجوقی قرار دارد.